# The Witch's Familiar
"The Witch's Familiar" é o segundo episódio da nona temporada da série de ficção científica Doctor Who, transmitido originalmente através da BBC One em 26 de setembro de 2015. É a segunda parte de uma história divida em dois capítulos, sendo a conclusão do episódio anterior, "The Magician's Apprentice"; ambos foram escritos por Steven Moffat e dirigidos por Hettie MacDonald.
Nesse episódios, o alienígena viajante do tempo conhecido como o Doutor (Peter Capaldi) batalha contra seus velhos inimigos, os Daleks, ao mesmo tempo que tenta salvar sua companheira Clara Oswald (Jenna Coleman). Julian Bleach reprisa seu papel como Davros e Michelle Gomez como Missy, uma das encarnações do Mestre.
Diversos designs diferentes dos Daleks ao longo da história da série reaparecem nesse episódio, da mesma forma que o seu criador, Davros, e o seu planeta natal, Skaro.
No geral, The Witch's Familiar recebeu aclamação universal por parte da crítica e do público. A atuação de Gomez foi um dos pontos mais destacados do episódio, bem como os diálogos entre Davros e o Doutor.

## Enredo
Depois de ter sido aparentemente morto pelos Daleks no clímax do episódio anterior "The Magician's Apprentice", Clara (Jenna Coleman) encontra-se fora da cidade Dalek com Missy (Michelle Gomez). Ela explica como conseguiram escapar: usando energia disparada das armas dos Daleks para teleportar-se através de seus manipuladores de vórtice (que tinham sido usados para encontrar o Doutor no episódio anterior), destruindo os dispositivos no processo.
Enquanto isso, o Doutor, não acreditando que Clara está morta, obriga Davros (Julian Bleach) a sair de sua cadeira, usando-a para enfrentar o Dalek Supremo. Ele tenta forçar os Daleks a encontrar e devolver Clara para ele, mas eles insistem em que ela está morta. Colony Sarff, no entanto, aparece em forma de serpente e toma de volta a cadeira de Davros, deixando-o inconsciente.
De volta para dentro da cidade, Missy e Clara entram em um "esgoto" Dalek, um cemitério de decomposição para os indivíduos mais idosos. Missy usa Clara para seduzir e destruir um Dalek. Ela então obriga Clara a entrar no invólucro do Dalek, a fim de engana-los durante seu caminho de volta para a cidade principal. Missy pede para Clara fazer várias declarações e descobre que se Clara tenta dizer o nome dela, o sistema Dalek traduz para "Eu sou um Dalek", e outras tentativas de Clara se expressar são traduzidos como "Exterminar".
O Doutor acorda de volta na enfermaria. Davros revela os cabos de suporte de vida que o rodeiam são conectados a cada Dalek em Skaro, que também o mantém vivo. Ele tenta seduzir o Doutor em destruir todos os Daleks utilizando os cabos, mas ele se recusa. O Doutor revela que ele veio para ver Davros não por vergonha, mas por compaixão para com sua doença. Depois do Doutor também admitir que Gallifrey voltou, Davros expressa suas felicitações, alegando que cada ser deve ter um lugar para pertencer. Em seguida, ele abre os olhos naturais e busca orientação moral do Doutor sobre se a criação do Daleks estava certo. Os dois ainda compartilham uma piada sobre as fracas habilidades médicas do Doutor.
Depois de Davros desejar ver o sol de Skaro pela última vez, o Doutor reestrutura o sistema de suporte de vida, mas descobre que nem todos os Daleks na cidade são o suficiente para manter Davros vivo por muito tempo. Em seguida, ele libera uma pequena quantidade de energia de regeneração dos Senhores do Tempo para os cabos para restaurar a saúde de Davros. Ao fazê-lo, no entanto, ele é vítima do plano real Davros: a energia da regeneração é transmitida para todos os Daleks em Skaro. Isso aumenta o seu poder e começa a criar criaturas híbridas. Depois de voltar a cidade e abandonar Clara, Missy aparece e salva o Doutor a partir do sistema de suporte de vida, matando Colony Sarff no processo.
O Doutor, então, revela a Davros que ele sabia de seu plano, mas permitiu-o executar, pois Davros não preveria as consequências. Para chegar a cada Dalek do planeta, a energia de regeneração revitalizava simultaneamente os Daleks em decomposição nos esgotos, que começaram a vir para a superfície da cidade, atacando os Daleks funcionais como vingança. Após a fuga, o Doutor e Missy correm e encontram Clara, ainda dentro do Dalek. Missy mente ao Doutor, dizendo-lhe que Clara foi assassinada na frente dela e insiste que ele mate-o em retaliação. Clara tenta dizer ao Doutor quem ela é, mas o sistema de fala ainda traduz suas palavras para "Eu sou um Dalek". Mas, quando Clara implora misericórdia, o Doutor fica intrigado, pois os Daleks não possuíam conceito de misericórdia. Ele pede para o "Dalek" abrir o seu invólucro, e Clara é libertada. O Doutor simplesmente dá ordens a Missy para correr. Ela o faz, mas é confrontada por um grupo de Daleks e afirma que ela só tinha "uma ideia muito inteligente".
Após rematerializar a  TARDIS com seus novos óculos de sol "sônicos", o Doutor e Clara assistem de longe a cidade sendo destruída. O Doutor pergunta novamente porque o Dalek pediu misericórdia. Ele então percebe o que tem que fazer. Usando os TARDIS, ele retorna até o jovem Davros preso no campo de batalha e atira nas "mão minas" em torno dele usando uma pistola de Dalek. Quando o menino lhe pergunta de que lado ele estava lutando, o Doutor o leva para longe do campo de batalha, declarando que ele não se importa que lado ele está, contanto que haja sempre misericórdia.

### Continuidade
Missy e Clara se teleportam para fora da cidade usando a energia emitida pelos Daleks, revelando como Missy sobreviveu após ser baleada pelo Brigadeiro no final de "Death in Heaven". O Primeiro e o Quarto Doutor fizeram breves aparições durante a explicação de Missy sobre a luta do Doutor com 50 androides assassinos.
Entre os antigos projetos de Daleks mostrados neste episódio, estão as armas especiais Dalek que apareceram pela primeira vez em Remembrance of the Daleks.
A cena em que Clara está sendo colocada no Dalek espelha uma cena de seu episódio de estreia, "Asylum of the Daleks". Uma tática semelhante foi usada por Ian Chesterton em The Daleks, a primeira história sobre os Daleks em toda a série.
O Doutor perdeu a chave de fenda sônica original quando ela foi destruída no arco The Visitation do Quinto Doutor. Ela não foi substituída até que o Sétimo Doutor utilizou uma no filme de 1996. Ela manteve-se como uma parte do arsenal do Doutor desde então, até este episódio.
Quando Davros tenta o Doutor a matar todos os Daleks em Skaro, conscientemente cometendo genocídio, ele pergunta: "Você está pronto para ser um deus?". Isto ecoa a linha de dialogo que Quarto Doutor tem com Davros em The Genesis of the Daleks; Quando o Doutor lhe pergunta se ele iria conscientemente desencadear um vírus que destruiria toda a vida no universo, Davros ficou intrigado com o conceito: "Sim ... eu faria. Esse poder me definiria acima dos deuses."
Quando Davros pergunta ao Doutor "Eu sou um bom homem?, é a mesma coisa que o próprio Doutor pergunta para Clara em "Into the Dalek".
O Doutor diz que não sabe como os Daleks entendem o conceito de misericórdia; todavia, um deles implorou por misericórdia de River Song em "The Big Bang".
Anteriormente, o Sistema de Ação de Deslocamento Contra Hostilidades da TARDIS foi mostrado na história "Cold War", do Décimo primeiro Doutor, que causou a TARDIS a deixar a área onde estava.

### Recepção crítica

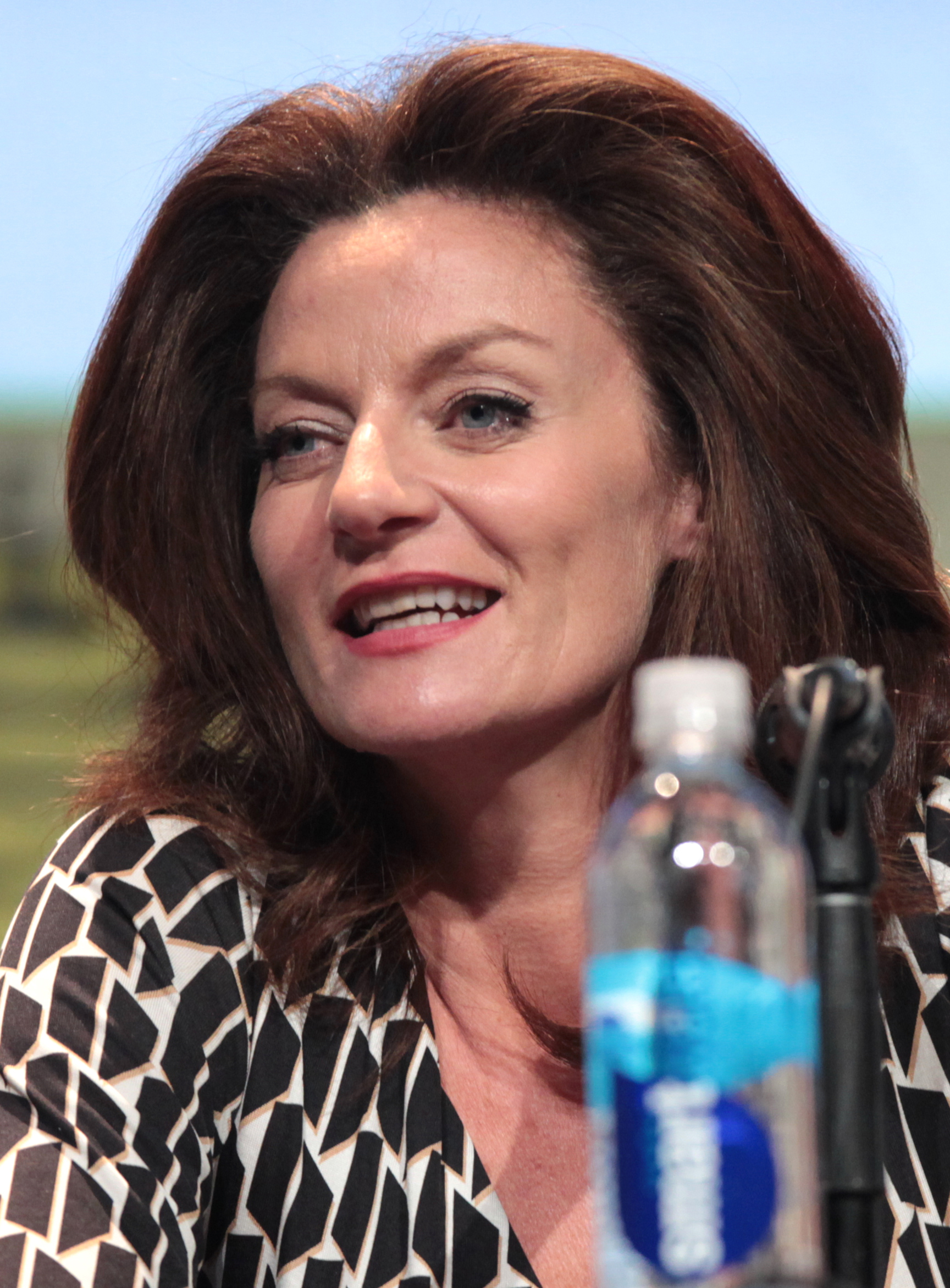
A atuação de Michelle Gomez (foto) como Missy foi muito bem recebida pela crítica.